# Håcksviks landskommun
Håcksviks landskommun var en tidigare kommun i dåvarande Älvsborgs län.

## Administrativ historik
Den inrättades i Håcksviks socken i Kinds härad i Västergötland när 1862 års kommunalförordningar trädde i kraft.
Vid Kommunreformen 1952 uppgick kommunen i Kindaholms landskommun som 1971 uppgick i Svenljunga kommun.

## Politik

### Mandatfördelning i Håcksviks landskommun 1938-1946
| 6 | 7 | 3 | 4 |

| 20 |

| 2 | 8 | 4 | 6 |

| 20 |

| 2 | 10 | 3 | 5 |

| 20 |